# 西爾瓦雷納 (密西西比州)
西爾瓦雷納（英語：Sylvarena）是位於美國密西西比州史密斯縣的村。

## 人口
根據2020年美國人口普查的數據，西爾瓦雷納的面積為6.78平方千米，皆為陸地。當地共有人口87人，而人口密度為每平方千米13人。